# 僧尼令
僧尼令（そうにりょう）とは、日本律令法に設けられた編目の1つ。養老令においては全27条で構成される。僧・尼及び国家より度牒を受けた沙弥・沙弥尼を対象とする法令である（仏教そのものを統制した法令ではないことに注意を要する）。ただし、日本律令法の母法である中国（唐）律令法では、道教の道士を含めた格である「道僧格」に属しており、そこから日本では行われていない道教の要素は排除されたものの、刑法典的な「律」の要素と行政法的な「令」の要素が分離されないまま令として編入されたために、令でありながら刑罰規定を有するという複雑な構造になっている。

## 概要
飛鳥浄御原令に僧尼令の名称が存在した形跡は無く、大宝令が初出であるとされる。『続日本紀』には施行前の大宝元年6月1日（701年）に道首名が大安寺で僧尼令の講説を開いたことが記述されている。大宝令の規定は不詳であるが、養老令と基本的な違いはなかったと言われている。なお、大同元年（806年）には少僧都忠芬の奏上によって僧尼令が停止されて殺人・姦盗以外は仏教の戒律に基づいて処分することが認められているが、弘仁3年（812年）に旧に復している。
僧尼の破戒行為的な犯罪に対する処罰、国家が任命した僧綱による寺院及び僧尼への自治的な統制、私度や民衆教化の禁止及び山林修行や乞食行為に対する制限を柱とする。僧侶による破戒行為・犯罪に対しては還俗（徒罪相当以上）もしくは苦使（杖罪・笞罪相当）と呼ばれる閏刑が採用され、律令法体系における刑事罰である五罪が採用されることは無かったが、天文現象をもって災祥を説く行為や国家・天皇を論難して百姓を妖惑する行為、禁書（兵書など）の習読や殺人・姦盗などの行為に対しては強制的な還俗の上で改めて律令法による処分が加えられた。
通説に従えば、僧尼令は鎮護国家理念を維持する法令として厳格に実行されたという。だが、国家権力による統制の一方で僧綱が尊重されて教団による一定の自治も認められ、閏刑が存在するなど寺院や僧尼に対する保護の姿勢が貫かれている。また、吉田一彦によって、私度で処罰されたのは僧侶の実体が無く課税を忌避する者に限定され、僧侶として戒律を遵守する私度僧に対しては処罰ではなく得度をさせて体制に取り込む政策が取られていたこと（例:空海）が指摘され、また、民間教化を行い政府を批判したとして養老元年（717年）に詔で糾弾された上で処分された行基でさえ還俗をさせられたとする記述は無く、承和13年（846年）には僧尼令の励行を巡る政治的事件である善愷訴訟事件が発生している。従って、全ての規定が厳格に行われていたとは言えなかったようである。これは、日本各地に遺された国家・官寺とは無関係な仏教遺跡の存在からも指摘することが可能である。律令制が解体する10世紀以後、次第に僧尼令の規定は形骸化していった。